# Charles Luc Paulin Clément Borrelli
Pour les articles homonymes, voir Borrelli.
Charles Luc Paulin Clément Borrelli, né le 20 décembre 1771 à Villefort et mort le 25 septembre 1849 à Paris, est un général français de la Révolution et de l’Empire.

## Biographie
Il reçoit, comme fils de citoyen actif, un brevet de sous-lieutenant pour les hussards de la légion des Alpes, depuis 14e régiment de chasseurs à cheval, fait plusieurs campagnes en Vendée, sous les ordres de Hoche.
Parvenu au grade de capitaine, il entre dans l'état-major général, et sert en Italie, sous les généraux Scherer, Joubert, Moreau, Championnet et Masséna. Il fait ensuite les campagnes d'Austerlitz, d'Iéna et de Pologne, comme chef d'escadron, sous les ordres de Lannes. Blessé plusieurs fois, et honorablement cité dans les bulletins de l'armée, il est nommé colonel d'état-major et envoyé en 1808 en Espagne.
il est fait officier de la Légion d'honneur après Friedland, et il est nommé adjudant-commandant. Le prince Murat le nomme sous-chef d'état-major général et l'envoie recevoir l'armée portugaise qui entrait en Espagne par Ciudad-Rodrigo. Il prend part au siège de Madrid, et est nommé gouverneur de cette ville. 
Il remplit les fonctions de sous-chef d'état-major de la cavalerie à la campagne de Russie, où il se distingue aux combats de Witepsk, Smolensk, Borodino, et est promu général de brigade le 11 septembre 1812 à la Moskowa, et chef d'état-major général à la place du général Belliard. Il entre un des premiers à Moscou à la suite des Cosaques. Murat le cite comme un des plus habiles et des plus braves officiers de l'armée.
En 1813, il est chef d'état-major du maréchal Saint-Cyr, qui commande en Saxe le 14e corps. Le 18 septembre, il détruit totalement une colonne ennemie de 2 000 hommes. Il est dans Dresde quand cette ville capitule, et partage le sort du maréchal Gouvion-Saint-Cyr, qui le cite avec le plus grand éloge. 
Rallié aux Bourbons en 1814, il leur reste fidèle jusqu'au dernier moment, et remplit pendant les Cent-Jours les fonctions de chef d'état-major de la garde nationale de Paris. Napoléon Ier le nomme lieutenant-général ; mais cette nomination n'est pas confirmée par Louis XVIII.
En 1823, il fait la campagne d'Espagne comme chef d'état-major du maréchal Molitor, et est créé grand officier de la Légion d'honneur.
Après la Révolution de 1830, il est réintégré dans son grade de lieutenant-général le 20 novembre 1831). Il est employé plusieurs fois comme inspecteur général de cavalerie. Président du collège électoral du département de la Lozère, la Monarchie de Juillet le crée Pair de France le 7 novembre 1839.
Il meurt le 22 septembre 1849, âgé de 77 ans.

## Famille
C'est le colonel Charles-Hyacinthe-Jules Borrelli, fils unique du général Borrelli, qui a attaqué intrépidement et pris la lunette Saint-Laurent, au siège d'Anvers, à la tête des grenadiers du 65e de ligne. Le colonel Borelli a été promu au grade de général de brigade le 26 avril 1846. 
Le général vicomte de Borrelli est l'oncle maternel d'Odilon Barrot, président du conseil des ministres en 1849.

## Décorations
- Légion d'honneur :
  - Officier le 26 décembre 1805 ;
  - Commandeur de la Légion d'honneur le 27 décembre 1814 ;
  - Grand officier de la Légion d'honneur le 21 août 1823 ;
- Ordre royal et militaire de Saint-Louis :
  - Chevalier de l'Ordre royal et militaire de Saint-Louis le 29 juillet 1814.

## Titres
- Baron de l'Empire le 28 avril 1813),
- Vicomte le 20 janvier 1820).

## Hommage, Honneurs, Mentions,...
- Le nom de BORRELLI est gravé au côté Sud (29e colonne) de l’arc de triomphe de l’Étoile, à Paris.

## Autres fonctions
- Président du collège électoral du département de la Lozère,
- Pair de France (7 novembre 1839).

## Armoiries
| Figure | Blasonnement |
|        | Armes du baron Borrelli et de l'Empire Écartelé : au 1, d'azur, à un rocher d'argent, posé sur une terrasse de sinople et sommé d'une citadelle d'or ; au 2, du quartier des Barons militaires de l'Empire ; au 3, d'or, à trois griffes d'aigle de sable, et au chef de gueules ch. de trois étoiles d'argent; au 4, d'azur, à un cheval élancé d'argent. |